# 서경배
서경배(徐慶培, 1963년 1월 14일 ~ )은 아모레퍼시픽 회장을 맡고 있는 대한민국의 기업인이다.

## 생애
아버지 서성환 창업주와 어머니 변금주의 2남 4녀 중 차남이자 막내로 태어났다. 연세대 경영학과와 코넬대 경영대학원을 졸업하고 1987년 태평양화학(현 아모레퍼시픽)에 입사하며 경영에 뛰어들었다. 2013년 ㈜아모레퍼시픽그룹 대표이사 회장을 역임했다. 아모레퍼시픽그룹의 주식 가치가 상승하면서 한때 이건희 삼성전자 회장을 제치고 국내의 주식부자 1위로 올라서기도 했다.

## 학력
- 경성고등학교
- 연세대학교 경영학과 학사

## 가족 관계

### 조부모 및 부모님
- 할머니 윤독정
- 아버지 서성환 태평양그룹 창업주 회장
- 어머니 변금주

### 형제
- 누나 서송숙
- 누나 서혜숙
- 누나 서은숙
- 형 서영배 태평양개발 회장
- 누나 서미숙

### 배우자
- 아내 신윤경 1968년생 신춘호 농심그룹 회장 차녀 신상열 농심 부장의 고모

### 자녀
- 장녀 서민정 1991년생 아모레퍼시픽 뷰티영업전략팀 과장
- 차녀 서호정 1996년생